# Amédée Pierre
Amédée Pierre, né le 30 mars 1937, à Pataïdé (Tabou), en pays Krou, au sud-ouest de la Côte d'Ivoire, mort le 30 octobre 2011 à Treichville, est un homme de théâtre et un musicien-chanteur de Côte d'Ivoire. Son nom à l'état civil est Nahounou Digbeu Amédée. Il est le fils de Vassa Nahounou, un fonctionnaire subalterne des Douanes. Le prénom Pierre lui fut attribué lors de son baptême catholique.

## Biographie
Amédée Pierre effectue d'abord ses études primaires à l'Ecole Primaire de Tabou de 1945 à 1947, puis à Adiaké de 1947 à 1949, avant de s'installer à Daloa, sa terre d'origine. Il rejoint son père plus tard à Abidjan. Là-bas, il obtient son Certificat d'Etudes Primaires à l'Ecole Catholique Saint-Jean Bosco de Treichville. Il est orienté au Collège Classique d'Abidjan où il poursuit ses études jusqu'en troisième. Pendant ce temps, il apprend des cours de musique de Chic et Pierre Sarborg à l'Ecole de Musique de la Régie Abidjan-Niger) et forme plus tard, Le duo Patrice et Mario africains avec son compagnon  Christophe Digbeu. Le groupe va se dissoudre à la suite du départ de son compagnon de musique en France, en 1957.  La même année, Amédée Pierre est engagé comme infirmier bénévole au Service des Grandes Endémies à Daloa. Il passe deux ans dans la ville et saisit cette occasion pour apprendre à jouer de la guitare et accompagner son parent Robert Biali Guéi, un chansonnier bété. Deux ans plus tard, en fonction dans la ville de Dimbokro, il abandonne le métier d'infirmier pour se consacrer à la musique à Abidjan. Amédée Pierre commence sa carrière musicale dans une époque où, en Côte d'Ivoire, les musiques d'origines congolaise, cubaine, nigériane et ghanéenne ont pignon sur rue, au détriment de la musique ivoirienne. Ce « doyen de la musique ivoirienne », comme on le surnommera plus tard, se lance dans un nouveau créneau en chantant dans sa langue maternelle, le bété. Il crée L'Ensemble Amédée Pierre dans les années 1960.  Son premier album intitulé Moussio Moussio fait de lui le « Dopé National » (dopé signifie rossignol en bété). Il est à l'origine de la création du Bureau ivoirien du droit d'auteur (BURIDA).
Après quelques années de carrière, Amédée Pierre s'insurge contre le fait que les droits d'auteurs ne soient pas reversés après exploitation de ses œuvres en Côte d'Ivoire et menace d'abandonner la chanson. Le président Félix Houphouët-Boigny demandera au ministre chargé de la culture d'alors de tout mettre en œuvre pour réparer cette injustice. Amédée Pierre mena cette lutte pour le monde de la musique en particulier et de la culture en général avec Laurent Gbagbo, Bernard Zadi Zaourou, Kaba Taiffou.  En 2000, il est décoré par Laurent Gbagbo. En juillet 2007, un hommage lui est rendu pour l'ensemble de son œuvre. Outre la chanson Moussio Moussio, Amédée Pierre est connu pour ses classiques comme SokoKpeu et Lorougnon Rabé.

## Discographie
- Moussio Moussio
- 1962 : Zodo gbabanao
- Remets mon cœur à l'endroit, cappisa

## Ecrits sur Amédée Pierre
- Babi, René. - « Au sources de la culture populaire avec Amédée Pierre ». - Fraternité Matin, n°2245, 9 mai 1972. - p. 7
- Babi, René. - « Les pleurs de Miono Lobo : le premier chant d'Amédée Pierre ». - Fraternité Matin, n°2250, 16 mai 1972. - p. 8
- Babi, René. - « Lorougnon Rabet : un poignant chant de mort ». - Fraternité Matin, n°2255, 23 mai 1972. - p. 7
- Babi, René. - « Amédée Pierre et le télégramme ». - Fraternité Matin, n°2261, 30 mai 1972. - p. 8
- Babi, René. - « Dis-moi ce que tu chantes, je te dirai qui tu es... Amédée Pierre et les musiciens ivoiriens». - Fraternité Matin, n°2279, 20 juin 1972. - p. 8